# نیل مک‌لاود
نیل مک‌لاود (انگلیسی: Neil McLeod؛ زادهٔ ۱۴ سپتامبر ۱۹۵۲) بازیکن هاکی روی چمن اهل نیوزیلند بود.